# Giovanni Domenico Mansi
Giovanni Domenico Mansi (Lucques, 16 février 1692 – Lucques, 27 septembre 1769) est un théologien, un érudit et un historien italien du XVIIIe siècle membre des Clercs réguliers de la Mère de Dieu puis archevêque de Lucques. Il est connu pour son travail sur l'histoire des conciles.

## Biographie
Giovanni Domenico Mansi naît à Lucques, en Toscane, dans une famille patricienne, et meurt archevêque de cette même ville. À l'âge de seize ans, il entre chez les Clercs réguliers de la Mère de Dieu et fait sa profession en 1710. À l'exception de quelques voyages pour des études, toute sa vie, jusqu'à ce qu'il soit nommé archevêque de Lucques (1765), se passe dans sa maison religieuse.
En 1758, après un séjour à Rome, où il est reçu par le cardinal Passionei, il est question de le faire entrer au Sacré Collège, mais sa collaboration à une édition annotée de la fameuse Encyclopédie mécontente Clément XIII. Les notes de cette édition sont toutefois destinées à corriger le texte. Trois ans après son élévation à l'épiscopat, il est frappé d'une attaque d'apoplexie qui le laisse souffrant et paralysé jusqu'à sa mort.

## Publications
Sa longue carrière est consacrée principalement à rééditer des travaux érudits sur des questions ecclésiastiques en y ajoutant des notes et de la matière. Son nom apparaît sur le titre des pages in-folio de quatre-vingt-dix volumes et de nombreux in-quarto. C'est un travailleur infatigable, ayant de vastes lectures et bien entraîné, mais son œuvre relève surtout d'un travail routinier, et n'est pas originale parce que faite trop hâtivement. Sa tâche se limite le plus souvent à l'insertion de notes et de documents dans les travaux qu'il reproduit, et à envoyer le résultat à l'impression. Il en résulte d'innombrables lacunes et ses publications ne peuvent pas satisfaire le jugement critique.
Le seul travail qui vaille la peine d'être mentionné et qui est tout de Mansi est un Tractatus de casibus et censuris reservatis, publié en 1724, qui lui vaut des difficultés avec l'Index. Tous les autres sont des éditions annotées. En 1726, il y eut Jo. Burch. Menckenii De Charlataneria eruditorum declamationes duae cum notis variorum ; de 1725 à 1738 une traduction latine annotée des trois ouvrages de Dom Calmet – le Dictionnaire de la Bible, Prolégomènes et Dissertations et Commentaire littéral.
La publication la plus connue de Mansi est sa grande édition des conciles, Sacrorum Conciliorum nova et amplissima collectio (31 vol., in-folio, Florence et Venise, 1758-1798), qui est arrêtée par manque de ressources au milieu du concile de Florence de 1438. L'absence d'un index gêne la consultation. Mansi ne voit la publication que de quatorze volumes, les autres sont achevés à partir de ses notes.
En 1748, il commence à publier le premier volume d'une collection qui est présentée comme un complément à celle de Coleti ; le sixième et dernier volume paraît en 1752. La collection est réimprimée : Paris, H. Welter, 1901-1927, Graz, Akademische Druck-u. Verlagsanstalt, 1960. L'édition de 1901 est numérisée par la Bibliothèque juridique de l'université du Michigan.